# Miroslava Hejná
Miroslava Hejná, coniugata Kinská (11 gennaio 1929), è un'ex cestista cecoslovacca.

## Carriera
Con la Cecoslovacchia ha disputato i Campionati europei del 1950.